# Stelios Sfakianakīs
Stelios Sfakianakīs (in greco Στέλιος Σφακιανάκης?; Hagen, 19 marzo 1976) è un ex calciatore greco, di ruolo centrocampista.

## Palmarès

### Club

#### Competizioni nazionali
- Campionato greco: 4

Olympiakos: 1996-1997, 1997-1998, 1998-1999, 1999-2000
- Coppa di Grecia: 1

Olympiakos: 1998-1999